# Rhynchozoon longirostris
Rhynchozoon longirostris is een mosdiertjessoort uit de familie van de Phidoloporidae. De wetenschappelijke naam van de soort werd voor het eerst geldig gepubliceerd in 1881 door Walter Douglas Hincks.